# Веялка

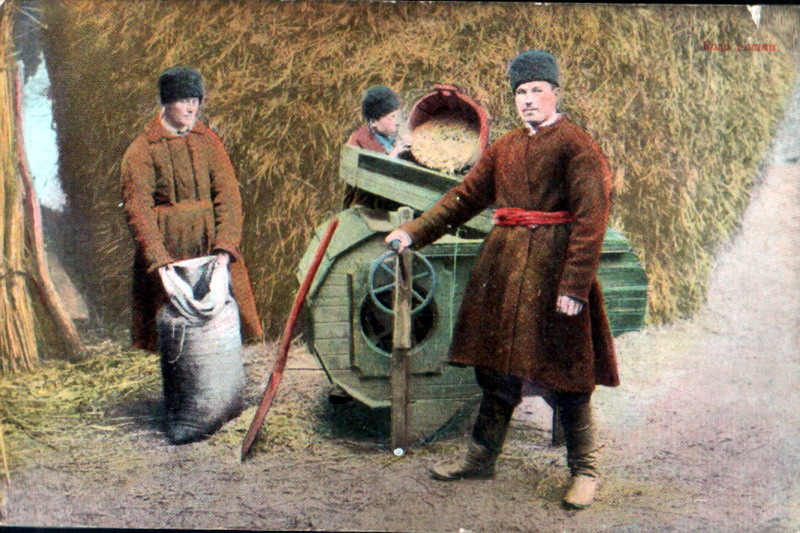
Веялка

Ве́ялка — сельскохозяйственная машина, предназначенная для отделения зерна от мякины. В процессе веяния из зерна удаляются также насекомые-вредители. Процессу веяния предшествует при уборке зерновых культур процесс обмолота, при котором зёрна отделяются от соломы.
В простейшем виде веяние заключалось в подбрасывании неочищенного зерна в воздух так, чтобы ветер сдувал лёгкий плевел в сторону, а более тяжёлые зёрна падали обратно вниз на кучу обмолоченного зерна. Подбрасывание делалось руками или с помощью несложного инструмента (деревянных лопат или специальных совков). Затем появились технические методы, связанные с использованием веялок, в которых решето специальной формы постоянно встряхивалось, а встроенный вращающийся вентилятор создавал искусственный ветер для отделения мякины.

## История

### Китай

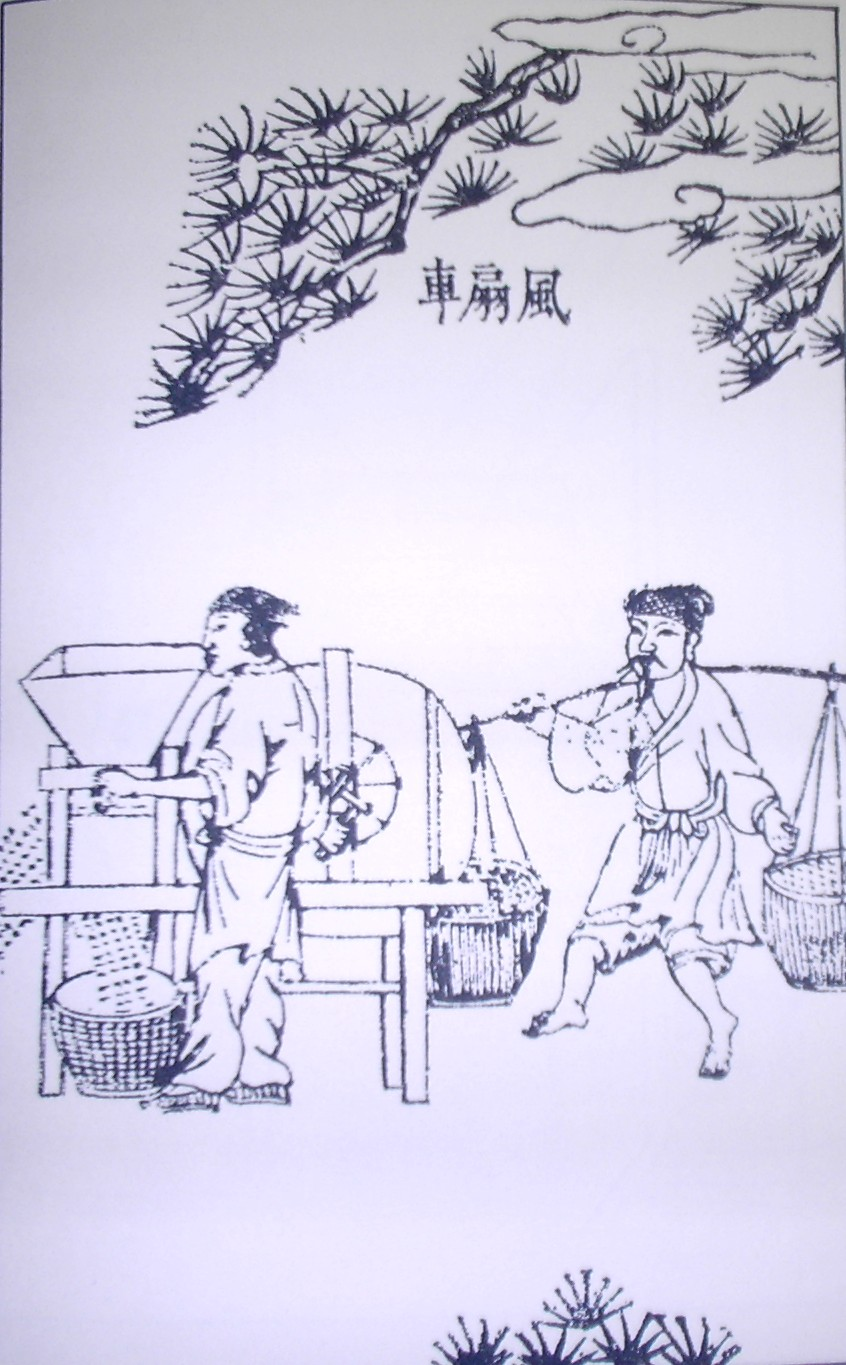
Китайская веялка с вращающимся вентилятором, из энциклопедии Тяньгун Кайу, опубликованной 1637 г. Сун Инсином.

В древнем Китае впервые была применена веялка с вращающимся вентилятором, который создавал воздушный поток для отделения мякины. Об этом написал в 1313 году китайский первопечатник Ван Чжэнь в сводном труде по сельскому хозяйству «Нун Шу».

### Европа
В саксонских поселениях в Нортумберленде — например, Ад Джефрин (ныне Йиверинг), описанный у Бе́ды — были показаны реконструкции зданий по раскопкам, которые имели противоположные входы. В амбарах эти двери предназначались для создания сквозняка-ветродуя.
Разработанная в Китае техника для веяния зерна не была воспринята в Европе до 1700-х годов, когда веялки стали использоваться под названием «морской вентилятор». Веялки с вращающимся вентилятором были экспортированы в Европу голландскими моряками между 1700 и 1720 годами. Видимо, они получили их от голландских поселенцев в Батавии на Яве, в Голландской Ост-Индии. Шведы импортировали аналогичные образцы из Южного Китая примерно в это же время, а иезуиты доставили несколько штук во Францию из Китая в 1720 году. До начала восемнадцатого столетия никаких вращающихся вентиляторов на Западе не существовало.
В 1737 году Эндрю Роджер, фермер из имения Каверс в Роксбургшире (Шотландия), разработал веялку для кукурузы, названную «веятель». Её применение было успешным, и семья продавала их по всей Шотландии на протяжении многих лет. Некоторые шотландские пресвитерианские священники увидели в веятелях грех против Бога, потому что ветер там вызывался технически, — а искусственный ветер являлся дерзкой и нечестивой попыткой узурпировать то, что принадлежит одному Богу.

### В греческой мифологии

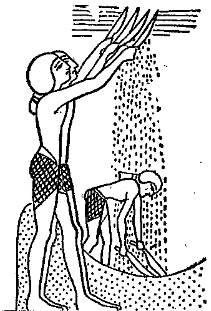
Использование специальных совков для веяния хлеба в Древнем Египте.

Совок для веяния — ликнон (др.-греч. liknon) упомянут в обрядах Диониса и в Элевсинских мистериях. Как заметила Джейн Эллен Харрисон, «это было простое сельскохозяйственное приспособление, перешедшее в мистику в религии Диониса». Дионис Ликнитский («Дионис-ветродуй») разбудил дионисских женщин, в данном случае называемых Фиями, в пещере на Парнасе высоко над Дельфами. В „Гимне к Зевсу“ у Каллимаха, Адрастея положила младенца-Зевса в золотой ликнон, а её коза вскармливала ребёнка мёдом.
В Одиссее дух оракула Тиресия пророчит Одиссею, что тот покинет Итаку с веслом на плече и будет странствовать, пока встречный путник не назовёт весло совком для веяния (имеется в виду, что в этой далёкой местности люди не знают мореплавания). В русских переводах этот нюанс утрачивается, вопрос звучит так: «Что за лопату несёшь на плече ты блестящем?»